# خالد عسيري (لاعب كرة قدم مواليد 2004)
خالد عبد الله عسيري لاعب كرة قدم سعودي ، في مركز مدافع ، يلعب حاليا مع نادي الدرعية.

## مسيرة اللاعب
مثل نادي الشباب في الفئات السنية و لعب في الفريق الأول في عام 2023 وانتقل إلى نادي الدرعية في عام 2024.